# HC Kometa Brno
HC Kometa Brno är en ishockeyklubb från Brno i Mähren, Tjeckien. Klubben grundades 1953 och är Tjeckiens (inklusive Tjeckoslovakiens) mest framgångsrika klubb genom tiderna med 13 tjeckiska mästerskapstitlar och tre europeiska.